# Пененжно
Пенє́нжно (пол. Pieniężno, раніше Melzak, нім. Mehlsack) — місто в північній Польщі, на річці Валша.
Належить до Браневського повіту Вармінсько-Мазурського воєводства.
У місті проживають українці депортовані в рамках акції "Вісла" в 1947 р. Маловідомо, що другим після загальновідомого Хшанова центром греко-католицьких служб для вірних у Польщі став кляштор отців вербістів у Пененжні. В часі найбільших свят, зокрема Різдва та Великодня для вірних відправлялися так звані тихі служби в семінарійному костелі.
Діє греко-католицька церква та парафія св. Михаїла по вул. Dworcowa 1. В парафію входять місто і гміна Пенєнжно, села Струбно, Подлехи, Равузи, Чосново, Висока Браневська, Лози i Длугобур з гміни Плоскиня, с. Волово і Воля i Вілкницька з гміни Лельково, а також Гострий Камінь, Гедути, Генриково з гміни Орнета. У дитсадку в Пенєнжні, початкових школах в Пенєнжні, Пакошах, Плоскині, середній школі та гімназії в Пененжні проводяться греко-католицькі катехези.
У Пененжні проводиться щорічне "Свято врожаю", в якому бере участь українська спільнота. У Пененжні діє низка українських гуртів: «Stokrotki», «Czornobrywka» та «Harazd».
На міському кладовищі в місті похований діяч УСКТ Володимир Харидчак (1937-2011), сектор 13, ряд 2, номер поховання 2a Тут також поховані діяч "Просвіти", з 1960-х рр. дяк при церкві в Пененжні Дмитро Козак (08.11.1898-16.10.1985, сектор 4, ряд 7, номер поховання 16), Григорій Гузій (1899-1966, сектор 4, ряд, 6, номер поховання 9), Максим Хийжий (19.05.1901-14.10.1952, сектор 2, ряд 12, номер поховання 8) та Михайло Козак (01.03.1896 -18.09.1970, сектор 2, ряд 9, номер поховання 4). Українські поховання на цвинтарі часто підписані кирилицею.
На цьому ж кладовищі знаходиться також кватера радянських солдатів, які полегли в січні 1945 р. Серед них багато українців.
Пененжно відгукнулося на початок повномасштабної агресії росії проти України. В місцевому осередку соціальної допомоги українці отримали фінансову допомогу. В міській ратуші влаштований склад з гуманітарною допомогою, яка видається. Допомога пересилається також до Фромборка, де в дитячому будинку також опинилися діти з України. Пененжно передало в Україну пожежну машину та мотопомпи. В Пененжні пройшов благодійний концерт «Солідарні з Україною», кошти від якого пішли на допомогу Україні.

## Демографія
Демографічна структура станом на 31 березня 2011 року:
|          | Загалом | Допрацездатний вік | Працездатний вік | Постпрацездатний вік |
| -------- | ------- | ------------------ | ---------------- | -------------------- |
| Чоловіки | 1444    | 264                | 1071             | 109                  |
| Жінки    | 1544    | 238                | 1004             | 302                  |
| Разом    | 2988    | 502                | 2075             | 411                  |